# Bjørg Vik
Bjørg Vik, född 11 september 1935 i Oslo, död 7 januari 2018, var en norsk författare och dramatiker. 
Vik studerade vid Journalistakademiet, och fick anställning vid Porsgrunns Dagblad. Hon debuterade som författare 1963 med novellsamlingen Søndag eftermiddag, och hon blev känd för sitt sätt att skriva. Hon satt i styrelsen för Norsk Forfattersentrum och Pressens Faglige Utvalg. På 1960- och 1970-talet visade Viks författarskap ett feministiskt engagemang, och 1973 var hon med om att starta kvinnotidskriften Sirene.
Vik är översatt till över 30 språk, och hon nominerades till Nordiska rådets litteraturpris tre gånger.

## Priser
- Riksmålsforbundets litteraturpris 1972
- Aschehougpriset 1974
- Kritikerpriset 1979, för En håndfull lengsel
- Cappelenpriset 1982
- Doblougska priset 1987
- Bokhandlarpriset 1988, för Store nøkler, små rom
- Ibsenpriset 1992, för Reisen til Venezia
- Amalie Skram-prisen 1996